# Oestradiol
Oestradiol of estradiol (17β-estradiol) is een geslachtshormoon en valt in de groep van oestrogenen.
Het wordt doorgaans als een 'vrouwelijk' hormoon gezien, maar is ook in mannen aanwezig. Oestradiol heeft niet alleen invloed op het voortplantingssysteem, maar beïnvloedt ook onder meer de botstructuur. Het is in vruchtbare vrouwen het meest voorkomende oestrogeen, naast oestron (vooral na de menopauze) en oestriol (vooral tijdens zwangerschap). Het lichaam maakt dit aan vanuit androsteendion of vanuit testosteron.
Oestradiolconcentraties zijn laag bij mannen. Ongeveer 30% wordt geproduceerd door de testes en de rest is afkomstig van de omzetting in de lever en het vetweefsel.
Oestrogeenconcentraties zijn laag voor de puberteit. Tijdens de puberteit stijgt de oestrogeensynthese en vervolgens vinden er cyclische veranderingen plaats tot aan de menopauze. Na de menopauze kan alleen via de bijnieradrogenen oestrogenen worden geproduceerd.

## Terugkoppelmechanisme
Hoge oestrogeenconcentraties in combinatie met progesteron remmen de gonadotrofinen secretie vanuit de hypofyse door middel van een negatief terugkoppelmechanisme. Echter de snelle stijging van oestrogeenconcentratie die net voor de ovulatie ontstaat, stimuleert de LH-secretie door middel van een positief terugkoppelmechanisme.

## Toepassingen bepaling oestradiol in bloed
- Onderzoek naar vrouwelijke vruchtbaarheid
- Onderzoek bij vrouwen met cyclusstoornissen
- Verdenking op vrouwelijk hypogonadisme
- Verdenking op ovariële hyperstimulatie
- Verdenking vroege of late puberteit meisjes
- Verdenking hoge oestradiolspiegels bij mannen
- Bij mannen met borstontwikkeling
- Bij ivf-behandeling (maat voor de activiteit van de overgestimuleerde ovariële follikels)
- Vervolgen therapie bij mammacarcinoom

## Opmerkingen
Oestradiol is gebonden aan sekshormoonbindend globuline (SHBG). Indien er sprake is van een verlaagde SHBG-waarde dan heeft dit invloed op de oestradioluitslag. Bij het vaststellen van de referentiewaarden wordt ervan uitgegaan dat er een normale hoeveelheid SHBG aanwezig is.
Tekort aan oestradiol wordt onderverdeeld in primaire (defect in ovarium) en secundaire ovariële insufficiëntie (hypothalamus-hypofysedefect of geïsoleerde LH- of FSH-deficiëntie). LH- en FSH-metingen kunnen ondersteuning geven bij de differentiatie tussen primaire en secundaire ovariële insufficiëntie.

## Gebruik als geneesmiddel
Oestradiol wordt gebruikt bij vrouwen in de menopauze om overgangsklachten te verminderen, bij bepaalde soorten kanker en bij genderdysforie.
Vroeger werd oestradiol bij postmenopauzale vrouwen gebruikt om osteoporose of botbreuken te vermijden. Oestradiol wordt hiervoor niet aangeraden om dat ze na een lange tijd kunnen zorgen voor trombose en de kans op kanker vergroten.